# Districtul Rattaphum
Rattaphum (în thailandeză รัตภูมิ) este un district (Amphoe) din provincia Songkhla, Thailanda, cu o populație de 67.961 de locuitori și o suprafață de 591,8 km².